# Stockholmsföreningen för kvinnans politiska rösträtt

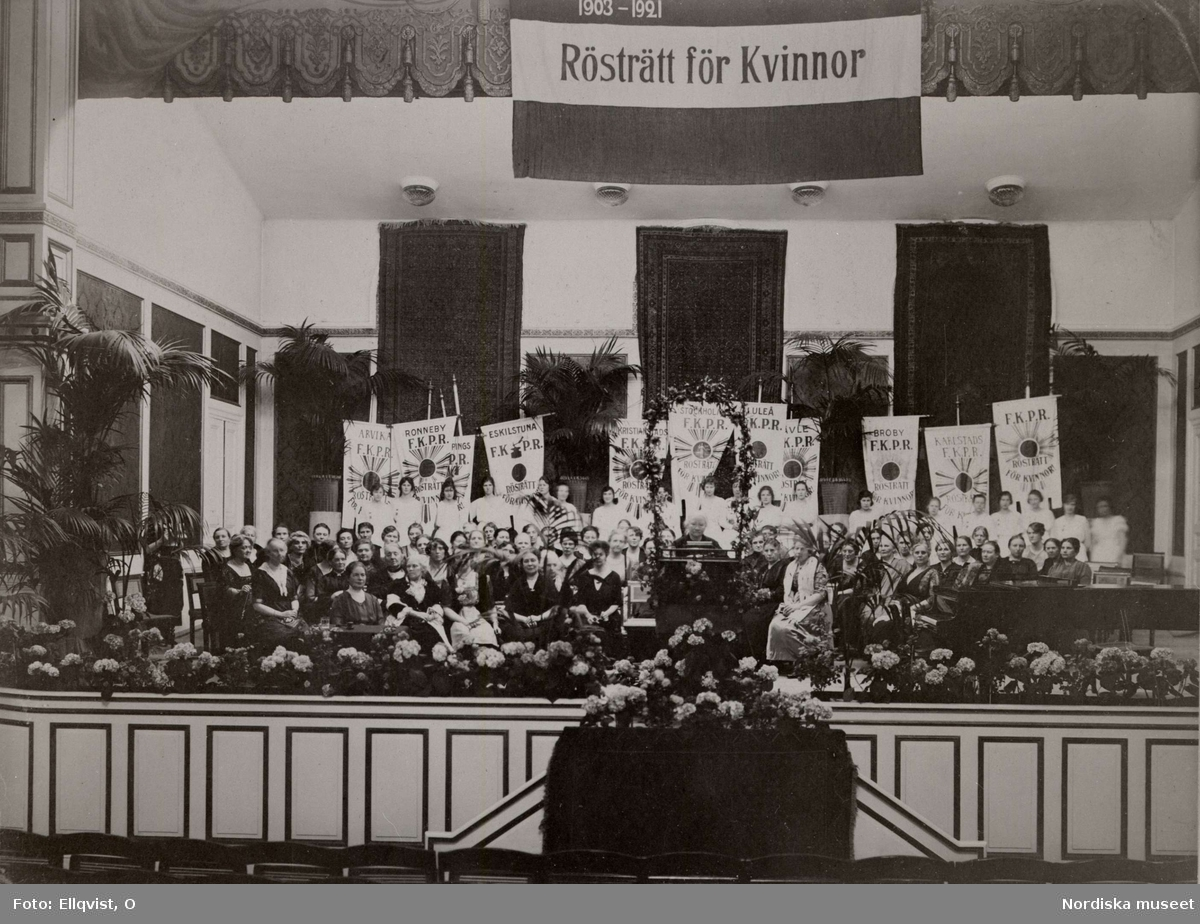
Landsföreningen för kvinnans politiska rösträtt (LKPR) tillsammans med landets lokala föreningar. I talarstolen Ellen Key.

Stockholmsföreningen för kvinnans politiska rösträtt eller Föreningen för kvinnans politiska rösträtt i Stockholm var Stockholms lokalförening inom Landsföreningen för kvinnans politiska rösträtt (LKPR). Föreningen bildades 4 juni 1902 och var verksamt lokalt i Stockholm fram till 1921, och arbetade för införandet av kvinnors rösträtt i Sverige.

## Bakgrund
År 1884 togs frågan om kvinnans politiska rösträtt upp i Sveriges riksdag för första gången. Det var då motionen om kvinnors valrätt och valbarhet, på samma grunder som mäns, som väcktes av riksdagsmannen Fredrik Theodor Borg. Motionen avslogs i första kammaren och förlorade majoritet i den andra kammaren med 44 mot 53 röster.
I början på 1900-talet väcktes folkets engagemang om allmän och lika rösträtt för både män och kvinnor. År 1902 bröt våldsamma gatukravaller ut efter en demonstration om rösträtt i Stockholm. Samma år lämnades den första motionen om kvinnors rösträtt in av riksdagsledamoten Carl Lindhagen. 
De konservativa som i början av 1900-talet hade majoritet i riksdagen ville inte dela makten med arbetarklassen, och frågan om kvinnors lika rösträtt liknades med ett skämt. Motargumenten var i stil med ”medan hustrun satt här på Riksdagen eller gick på politiska möten, fick mannen sitta hemma och vagga barn!” och ”tror herrarna att damerna, så kostymerade som modet fordrar idag, skulle kunna komma fram i dessa trånga gångar och nöja sig med det lilla utrymme som finns här?”

### Landsföreningen för kvinnans politiska rösträtt
De kvinnor som kämpade för frågan om kvinnlig rösträtt möttes av ett stort motstånd då motionerna slogs ner i riksdagen gång på gång. Det som fick många kvinnor att engagera sig i frågan var när den konservativa regeringen kom med en proposition att alla män skulle få två röster, en för sig själv och en för sin fru. Detta fick några kvinnor att ta frågan på allvar och startade Landsföreningen för kvinnans politiska rösträtt (LKPR). Liknande föreningar uppkom lokalt runt om i Sverige, varav en var Stockholmsföreningen för kvinnans politiska rösträtt. När Föreningen för kvinnans politiska rösträtt var som störst var Stockholmsföreningen en av de 271 lokalföreningar i landet som tillsammans utgjorde LKPR.
Stockholmsföreningen utgjordes av en förening samt en styrelse. Styrelsen bestod av kvinnor som alla varit framträdande i kampen om kvinnlig rösträtt, exempelvis Anna Whitlock, Ann Margret Holmgren och Signe Bergman. Kvinnorna i styrelsen var de som representerade stockholmsföreningen vid möten med rikstäckande LKPR.

## Grundande
Kvinnors engagemang i rösträttsfrågan växte efter sekelskiftet och den 15 april 1902 hölls det ett enskilt diskussionsmöte i frågan om kvinnors rösträtt. Mötet ägde rum i Stockholm och anordnades av Fredrika Bremer-förbundet. Under mötet tillsattes en kommitté av sju personer med uppgift att verka för bildandet av en ny rösträttsförening för kvinnor. 
Några dagar senare följde ett nytt möte i Folkets hus i Stockholm, arrangerat av en nybildad ”kvinnorösträttskommitté”, bestående av 15 kvinnor. Ännu ett möte anordnades några dagar senare på grund av att publikströmmingen till det senaste mötet var så stark. Några deltagare från dessa möten bjöd in till ännu ett sammanträde några dagar senare. Vid detta tillfälle bildades inte någon förening utan man nöjde sig med att tillsätta ett utskott. Detta utskott bestod av medlemmar från de två tidigare existerande kommittéerna och till ordförande valdes Emilia Broomé. 
Utskottets konstituerande möte ägde rum den 4 juni 1902. Vid mötet diskuterades frågan om huruvida män skulle vara välkomna i föreningen samt namnet på föreningen. Många ansåg att männens medlemskap var en självklarhet med argument som ”Man borde ej vara exklusivt kvinnlig” och ”Vi komma ingen vart utan männen”. Å andra sidan såg en del kvinnor föreningen som en form av fackförening och ansåg att ”männen hade lika litet att göra som till exempel murarna i en tunnbindarförening”. Det var den senare uppfattningen som segrade och männen beviljades inte medlemskap i föreningen. Namnfrågan avgjordes på så sätt att man valde ett namn som inte skulle påverkas ifall männen skulle beviljas medlemskap. Därför fick föreningen namnet Föreningen för kvinnans politiska rösträtt istället för Svenska kvinnornas rösträttsförening.

## Metoder och aktioner

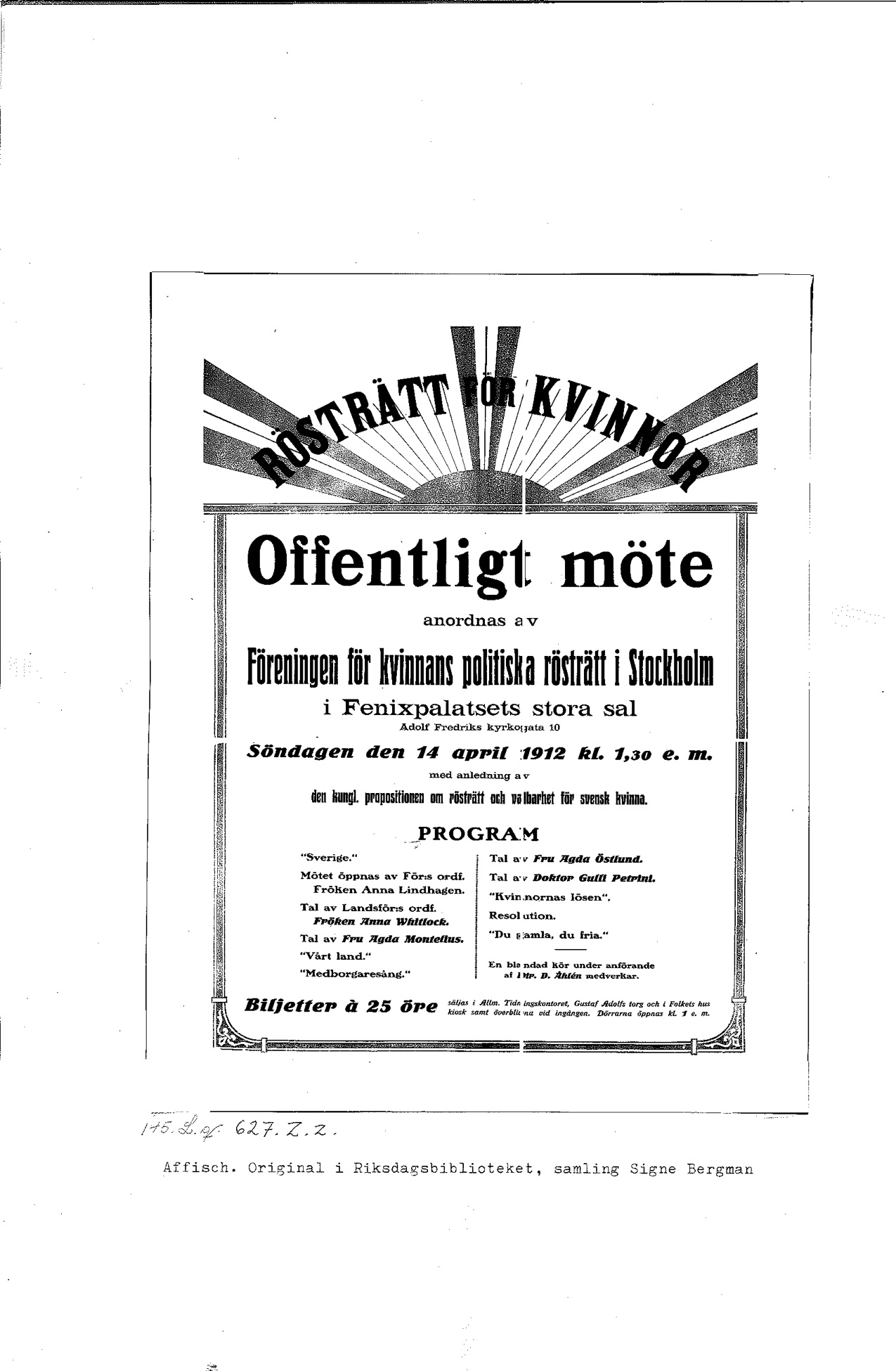
Annons till offentligt möte i april 1912 sammankallat av Stockholmsföreningen för kvinnans politiska rösträtt.

Tillsammans med andra rösträttsföreningar i landet var Stockholmsföreningen aktiv i arbetet för kvinnlig rösträtt. De såg till att frågan om kvinnans politiska rösträtt diskuterades genom att bjuda in till diskussionsmöten. 
De uppmanade både kvinnor och män att vara mer aktiva i rösträttsfrågan genom att annonsera i tidningar avsedda för kvinnor, som exempelvis Dagny, Idun och Hertha, samt i Rösträtt för Kvinnor, en tidning utgiven av föreningen för kvinnans politiska rösträtt.
Dessutom medverkade de i offentliga diskussioner och möten som arrangerades av andra, både föreningar och sammanslutningar. Föreningen lämnade även in skrivelser till både Sveriges riksdag och regering.

### Klädsel
Förutom att påverka med hjälp av handlingar gjorde de sin röst hörd med hjälp av yttre attribut så som kläder och accessoarer. På det sättet fick de stor uppmärksamhet, och älskades av vissa men samtidigt hatades och kritiserades av andra. Många skapade elaka satirbilder där kvinnorna framställdes som manhaftiga, aggressiva och fula. 
Kläderna var en del av strategin i att vinna rösträttskampen. Under denna tid var det viktigt att män och kvinnor följde olika roller, betedde sig och såg olika ut. Kvinnor skulle bland annat inte visa så mycket hud. Dessutom hade man mycket lättare att göra sin röst hörd om man klädde sig utifrån det sätt som ansågs kvinnligt. Att inte följa rådande könsmässiga ideal i klädväg kunde leda till kritik och anklagelser om att man visade bristande kvinnlighet, och inte var värd att ta på allvar. 

Rösträttskvinnorna klädde sig så som tidens ideal föreskrev att kvinnor skulle klä sig för att fokuset inte skulle ligga på kläderna utan på deras ord, för att undvika kritik om kläder. 

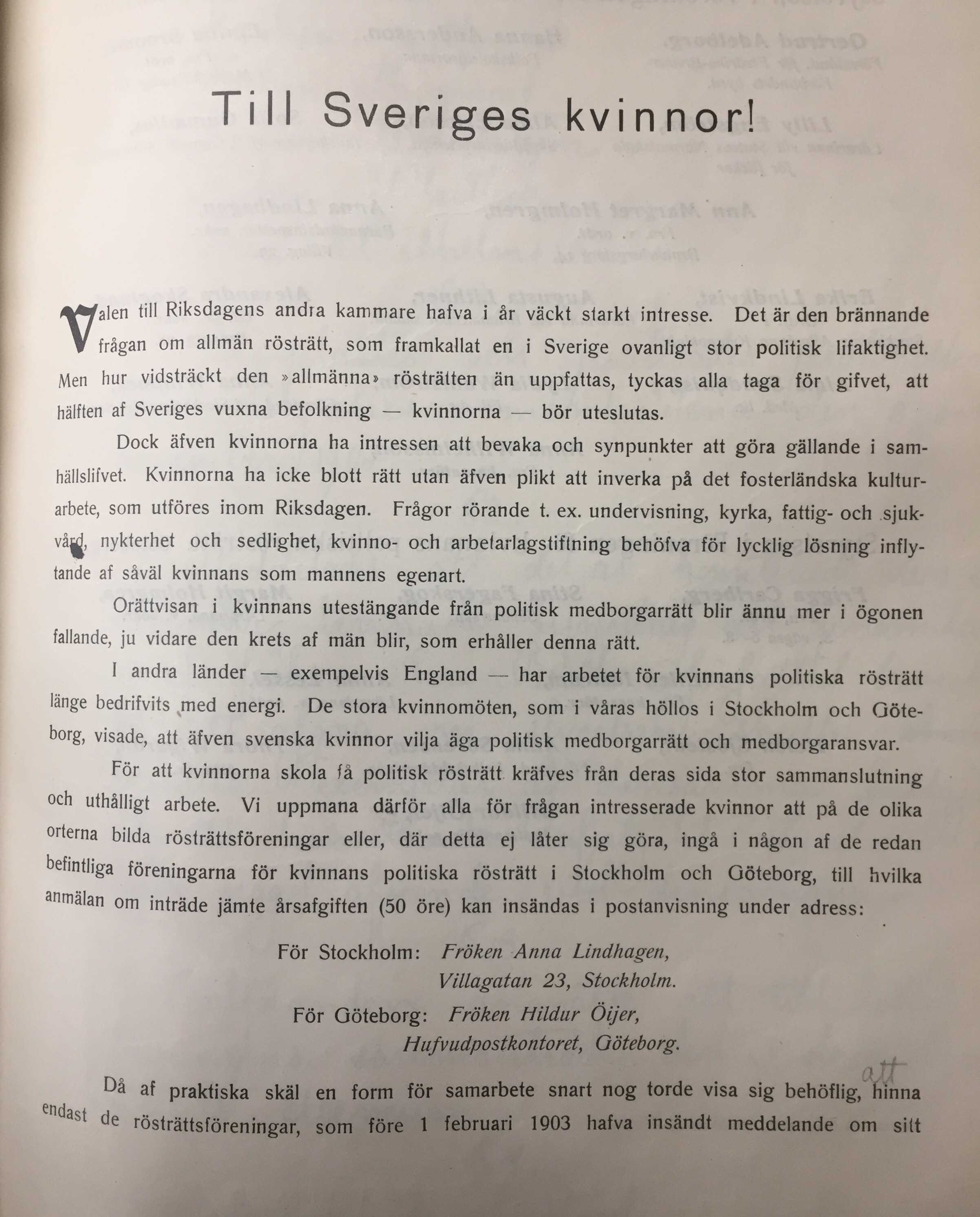
Annons i tidning utgiven av föreningen.

### Kongressen i Stockholm 1911
Den största händelsen som kom att påverka den kvinnliga rösträtten var när en Kongress hölls i Stockholm i juni 1911. Det skulle bli den största kongress staden någonsin skådat, 1200 kvinnor från hela världen var närvarande. Tanken var att skapa opinion kring den kvinnliga rösträtten. Välkända rösträttskvinnor från andra länder var närvarande, där bland Carrie Chapman Catt och Anna Shaw . 
Carrie Chapman Catt inledde kongressen med ett tal i musikaliska akademins högtidssal. Ett av kongressens syfte var att skapa stora rubriker i media, vilket den också gjorde. Rösträttskvinnornas huvudsakliga mål var att se till att kvinnlig rösträtt skulle uppmärksammas och diskuteras kring varje middagsbord i landet. Att få uppmärksamhet i media var därför ett stort steg i rätt riktning, trots att kvinnorna ofta förlöjligades som nidbilder. 
I Sverige bidrog Kongressen till ett starkt uppsving för den kvinnliga rösträttsrörelsen. Utöver att skapa rubriker i media påverkade kongressen samhället och omvärlden med hjälp av musik. Kampsånger framfördes för att bland annat höras och öka kampandan.

## Nederlaget med allmän rösträtt 1909
Det största nederlaget för Sveriges rösträttsförening var år 1909 då, så kallad, allmän rösträtt infördes. Den allmänna rösträtten gällde nämligen endast män. Beslutet, som fattades i riksdagen, innebar att de män som varit rösträttsföreningens vänner, svek dem. Där bland Hjalmar Branting och Karl Staaf. I samband med detta beslut avgick föreningens ordförande Emilia Broomé. 
Hösten 1905, åren innan beslutet om allmän rösträtt skulle fattas, framgick det att Karl Staaf och hans liberala ministär hade ett partiprogram som innefattade att man skulle tilldela kvinnorna rösträtt samtidigt som männen. Programförklaringen hade väckt stora förhoppningar bland de som stödde kvinnors rösträtt. 
Inför att allmän rösträtt skulle antas hade Stockholmsföreningen för kvinnans politiska rösträtt lämnat in skrivelser till riksdagen, där man begärde att den väntande kungliga propositionen skulle omfatta rösträtt för kvinnor såväl som för män. Liknande föreningar och tillfälliga sammanslutningar lämnade in skrivelser av samma slag. Dessa deputationer fick välvilliga uttalanden men lika bestämt avböjande svar. Enligt regeringens skulle förslaget försvåra männens rösträttsreform, något som de kämpat för i många år. 
De kvinnliga rösträttsföreningarna, där bland Stockholmsföreningen, valde då istället att vända sig till riksdagens ledamöter där de fick ett positivare bemötande och hela fyra motioner väcktes till förmån för kvinnas rösträtt. Föreningens då sittande ordförande Emilia Broomé kunde inte ansluta sig till Föreningens uppfattning utan ansåg, likartad regeringens uppfattning, att om kvinnorna skulle ha någon chans i frågan om rösträtt, borde de inte tävla med männen om den. Hon ansåg i stället att man skulle lösa männens rösträttskamp innan kvinnornas. Därefter skulle det bli lättare för kvinnan att få sin rösträtt. Med dessa åsikter ansåg Broomé att hon inte borde tillhöra styrelsen och vid årsmötet 1906 utträdde hon hur Föreningen tillsammans med tre andra styrelsemedlemmar.

## Ordföranden
- 1902–1906 Emilia Broomé
- 1907–mars 1909 Lydia Wahlström
- April 1909–mars 1910 Lizinka Dyrssen
- April 1910–mars 1911 Karolina Widerström
- April 1911–januari 1912 Anna Kleman
- Februari 1912–april 1915 Anna Lindhagen
- April 1915–1921 Gulli Petrini